# باريس-أراس تور 2016
باريس-أراس تور 2016 (بالألمانية: Paris-Arras Tour 2016) هو سباق دراجات هوائية، وهو الموسم رقم 35 من السباق، وأقيم خلال الفترة 20 مايو 2016، وحتى 22 مايو 2016، وامتدّ لمسافة 466 كيلومتر، وهو أحد سباقات طواف أوروبا للدراجات 2016، وقد شارك في السباق 123 متسابقاً ووصل إلى نهايته 96 متسابقاً.
فاز فيه بالمركز الأول Aidis Kruopis ‏، وبالمركز الثاني ريمي كافانيا، وبالمركز الثالث الكسندر ادموندسون، والفائز في ترتيب التسلق  Przemysław Kasperkiewicz ‏، والفائز حسب ترتيب النقاط للشباب  ريمي كافانيا، والفائز حسب ترتيب النقاط كاسبر أصغرين، والفريق الفائز في ترتيب الفرق Klein Constantia 2016.

## المراحل
| المرحلة   | التاريخ | الدورة                             | type         | المسافة (كم) | الفائز بالمرحلة | القائد العام   |
| --------- | ------- | ---------------------------------- | ------------ | ------------ | --------------- | -------------- |
| المرحلة 1 | 20 مايو | Douchy-les-Mines ‏ – بياتش سان فاست | مرحلة مستوية | 98           | Aidis Kruopis ‏  | Aidis Kruopis ‏ |
| المرحلة 2 | 21 مايو | بارلين – سان أومير                 | مرحلة مستوية | 198          | Aidis Kruopis ‏  | Aidis Kruopis ‏ |
| المرحلة 3 | 22 مايو | جافاريل – أراس                     | مرحلة مستوية | 170          | ريمي كافانيا    | Aidis Kruopis ‏ |

## التصنيف العام النهائي
| \| التصنيف العام \| التصنيف العام \| التصنيف العام \| التصنيف العام \| التصنيف العام \| \| العداء \| العداء \| الفريق \| الوقت \| \| \| ------------- \| -------------------------- \| -------------------------------------------- \| ------------- \| ------------- \| \| 1 \| Aidis Kruopis [الإنجليزية]‏ \| فيرانداس ويلمز [الإنجليزية]‏ \| \| \| \| 2 \| ريمي كافانيا \| Klein Constantia (cycling team) [الإنجليزية]‏ \| \| \| \| 3 \| الكسندر ادموندسون \| Orica-GreenEDGE \| \| \| |                   |                                  |       |  |
| |                   |                                  |       |  |
| مصدر: ProCyclingStats |                   |                                  |       |  |
| التصنيف العام |                   |                                  |       |  |
| العداء | العداء            | الفريق                           | الوقت |  |
| 1 | Aidis Kruopis ‏    | فيرانداس ويلمز ‏                  |       |  |
| 2 | ريمي كافانيا      | Klein Constantia (cycling team) ‏ |       |  |
| 3 | الكسندر ادموندسون | Orica-GreenEDGE                  |       |  |

## وصلات خارجية
- لمحة عن سباق باريس-أراس تور 2016 على موقع  ProCyclingStats   (برو  سايكلنج  ستاتس) - إحصاءات  محترفي  الدراجات.
- باريس-أراس تور 2016 على موقع إحصائيات الدراجات الإحترافية (الإنجليزية)